# شینکیچی میتسومونه
شینکیچی میتسومونه (انگلیسی: Shinkichi Mitsumune؛ زادهٔ ۸ اکتبر ۱۹۶۳) آهنگساز اهل ژاپن است.